# Divizia A 2003-2004
Sezonul 2003-2004 al Diviziei A a fost cea de-a 86-a ediție a Campionatului de Fotbal al României, și a 66-a de la introducerea sistemului divizionar. A început pe 9 august 2003 și s-a terminat pe 3 iunie 2004. Dinamo București a devenit campioană in acest sezon, pentru a 17-a oară în istoria sa.

## Echipele promovate
Acestea sunt echipele nou promovate din sezonul trecut în Divizia A:
- Petrolul Ploiești (campioană în A/2)
- Apulum Alba-Iulia (campioană în B/2)
- FC Bihor - câștigătoarea barajului de promovare-retrogradare disputat împotriva echipei Oțelul Galați, cu 4-3 la general[2]. (locul 2 în B/2)

## Stadioane
| Poli AEK Timișoara    | Steaua București | FC U Craiova | Rapid București            |
| --------------------- | --- | --- | -------------------------- |
| Dan Păltinișanu       | Steaua | Ion Oblemenco | Giulești-Valentin Stănescu |
| Capacitate: 40.000    | Capacitate: 28.365 | Capacitate: 25.252 | Capacitate: 19.100         |
|                       | | |                            |
| Apulum Alba Iulia     | FCM Bacău | Farul Constanța | Dinamo București           |
| Victoria-Cetate       | Dumitru Sechelariu | Gheorghe Hagi | Dinamo                     |
| Capacitate: 18.000    | Capacitate: 17.500 | Capacitate: 15.520 | Capacitate: 15.032         |
|                       | | |                            |
| Argeș Pitești         | BucureștiAlba IuliaArgeșBacăuBrașovCeahlăulUniversitateaFarulGloriaOradeaOțelulPetrolulPoli AEKEchipele din București: · Dinamo · Național · Rapid · SteauaDivizia A 2003-2004 (România) DinamoNaționalRapidSteaua Locația echipelor din București. | BucureștiAlba IuliaArgeșBacăuBrașovCeahlăulUniversitateaFarulGloriaOradeaOțelulPetrolulPoli AEKEchipele din București: · Dinamo · Național · Rapid · SteauaDivizia A 2003-2004 (România) DinamoNaționalRapidSteaua Locația echipelor din București. | FC Oradea                  |
| Nicolae Dobrin        | BucureștiAlba IuliaArgeșBacăuBrașovCeahlăulUniversitateaFarulGloriaOradeaOțelulPetrolulPoli AEKEchipele din București: · Dinamo · Național · Rapid · SteauaDivizia A 2003-2004 (România) DinamoNaționalRapidSteaua Locația echipelor din București. | BucureștiAlba IuliaArgeșBacăuBrașovCeahlăulUniversitateaFarulGloriaOradeaOțelulPetrolulPoli AEKEchipele din București: · Dinamo · Național · Rapid · SteauaDivizia A 2003-2004 (România) DinamoNaționalRapidSteaua Locația echipelor din București. | Municipal                  |
| Capacitate: 15.000    | BucureștiAlba IuliaArgeșBacăuBrașovCeahlăulUniversitateaFarulGloriaOradeaOțelulPetrolulPoli AEKEchipele din București: · Dinamo · Național · Rapid · SteauaDivizia A 2003-2004 (România) DinamoNaționalRapidSteaua Locația echipelor din București. | BucureștiAlba IuliaArgeșBacăuBrașovCeahlăulUniversitateaFarulGloriaOradeaOțelulPetrolulPoli AEKEchipele din București: · Dinamo · Național · Rapid · SteauaDivizia A 2003-2004 (România) DinamoNaționalRapidSteaua Locația echipelor din București. | Capacitate: 15.000         |
|                       | BucureștiAlba IuliaArgeșBacăuBrașovCeahlăulUniversitateaFarulGloriaOradeaOțelulPetrolulPoli AEKEchipele din București: · Dinamo · Național · Rapid · SteauaDivizia A 2003-2004 (România) DinamoNaționalRapidSteaua Locația echipelor din București. | BucureștiAlba IuliaArgeșBacăuBrașovCeahlăulUniversitateaFarulGloriaOradeaOțelulPetrolulPoli AEKEchipele din București: · Dinamo · Național · Rapid · SteauaDivizia A 2003-2004 (România) DinamoNaționalRapidSteaua Locația echipelor din București. |                            |
| Național București    | BucureștiAlba IuliaArgeșBacăuBrașovCeahlăulUniversitateaFarulGloriaOradeaOțelulPetrolulPoli AEKEchipele din București: · Dinamo · Național · Rapid · SteauaDivizia A 2003-2004 (România) DinamoNaționalRapidSteaua Locația echipelor din București. | BucureștiAlba IuliaArgeșBacăuBrașovCeahlăulUniversitateaFarulGloriaOradeaOțelulPetrolulPoli AEKEchipele din București: · Dinamo · Național · Rapid · SteauaDivizia A 2003-2004 (România) DinamoNaționalRapidSteaua Locația echipelor din București. | Oțelul Galați              |
| Cotroceni             | BucureștiAlba IuliaArgeșBacăuBrașovCeahlăulUniversitateaFarulGloriaOradeaOțelulPetrolulPoli AEKEchipele din București: · Dinamo · Național · Rapid · SteauaDivizia A 2003-2004 (România) DinamoNaționalRapidSteaua Locația echipelor din București. | BucureștiAlba IuliaArgeșBacăuBrașovCeahlăulUniversitateaFarulGloriaOradeaOțelulPetrolulPoli AEKEchipele din București: · Dinamo · Național · Rapid · SteauaDivizia A 2003-2004 (România) DinamoNaționalRapidSteaua Locația echipelor din București. | Oțelul                     |
| Capacitate: 14.542    | BucureștiAlba IuliaArgeșBacăuBrașovCeahlăulUniversitateaFarulGloriaOradeaOțelulPetrolulPoli AEKEchipele din București: · Dinamo · Național · Rapid · SteauaDivizia A 2003-2004 (România) DinamoNaționalRapidSteaua Locația echipelor din București. | BucureștiAlba IuliaArgeșBacăuBrașovCeahlăulUniversitateaFarulGloriaOradeaOțelulPetrolulPoli AEKEchipele din București: · Dinamo · Național · Rapid · SteauaDivizia A 2003-2004 (România) DinamoNaționalRapidSteaua Locația echipelor din București. | Capacitate: 13.500         |
|                       | BucureștiAlba IuliaArgeșBacăuBrașovCeahlăulUniversitateaFarulGloriaOradeaOțelulPetrolulPoli AEKEchipele din București: · Dinamo · Național · Rapid · SteauaDivizia A 2003-2004 (România) DinamoNaționalRapidSteaua Locația echipelor din București. | BucureștiAlba IuliaArgeșBacăuBrașovCeahlăulUniversitateaFarulGloriaOradeaOțelulPetrolulPoli AEKEchipele din București: · Dinamo · Național · Rapid · SteauaDivizia A 2003-2004 (România) DinamoNaționalRapidSteaua Locația echipelor din București. |                            |
| Ceahlăul Piatra Neamț | FC Brașov | Gloria Bistrița | Petrolul Ploiești          |
| Ceahlăul              | Silviu Ploeșteanu | Gloria | Astra                      |
| Capacitate: 12.500    | Capacitate: 10.000 | Capacitate: 7.800 | Capacitate: 7.000          |
|                       | | |                            |

1. ↑  Capacitatea stadionului municipal a fost redusă de la 18.000 la 15.000 datorită degradării avansate a structurii de rezistență a tribunei a II-a.

## Personal și echipamente
| Echipă                | Antrenor         | Căpitan            | Producător de echipamente | Sponsorul de pe tricou |
| --------------------- | ---------------- | ------------------ | ------------------------- | ---------------------- |
| Unirea Alba Iulia     | Alexandru Pelici | Alin Paleacu       | Lotto / Joma              | Bergenbier, Elit       |
| Argeș Pitești         | Ion Moldovan     | Dănuț Coman        | Erreà                     | Pic                    |
| FC Brașov             | Răzvan Lucescu   | Mihai Stere        | Nexo / Joma               | Prescon                |
| Ceahlăul              | Marius Lăcătuș   | Radu Lefter        | Erreà                     | Rifil, Romalfa         |
| Dinamo                | Ioan Andone      | Florentin Petre    | Lotto                     | Omniasig               |
| Farul                 | Marin Ion        | George Curcă       | Lotto                     | SNC                    |
| FC Bihor              | Zsolt Muzsnay    | Bogdan Vrăjitoarea | Erreà                     | —                      |
| FCU Craiova           | Mircea Rednic    | Corneliu Papură    | Erreà                     | Golden Brau            |
| FCM Bacău             | Ionuț Lupescu    | Florin Prunea      | Legea                     | Letea, Sonoma          |
| Gloria Bistrița       | Remus Vlad       | Cristian Coroian   | Erreà                     | Darimex                |
| FC Național           | Cosmin Olăroiu   | Petre Marin        | Nike                      | Vincon Vrancea         |
| Oțelul                | Sorin Cârțu      | Sorin Ghionea      | Lotto                     | Ispat Sidex            |
| Petrolul              | Florin Marin     | Daniel Petroesc    | Lotto                     | Petrom, InterAgro      |
| Politehnica Timișoara | Basarab Panduru  | Romulus Buia       | Lotto                     | Luxten                 |
| Rapid                 | Viorel Hizo      | Vasile Maftei      | Erreà                     | LaDorna                |
| Steaua București      | Victor Pițurcă   | Mirel Rădoi        | Nike                      | —                      |

## Clasament
| Loc | Echipă                | Pct. | MJ | V  | E  | Î  | GM | GP | DG  | Calificare sau retrogradare         |
| --- | --------------------- | ---- | -- | -- | -- | -- | -- | -- | --- | ----------------------------------- |
| 1.  | Dinamo (C)            | 70   | 30 | 22 | 4  | 4  | 71 | 30 | +41 | Liga Campionilor 2004-05 Turul II   |
| 2.  | Steaua București      | 64   | 30 | 18 | 10 | 2  | 60 | 19 | +41 | Cupa UEFA 2004-05 Turul II          |
| 3.  | Rapid                 | 55   | 30 | 16 | 7  | 7  | 51 | 32 | +19 |                                     |
| 4.  | FCU Craiova           | 44   | 30 | 11 | 11 | 8  | 38 | 34 | +4  |                                     |
| 5.  | Oțelul                | 43   | 30 | 10 | 13 | 7  | 30 | 26 | +4  | Cupa UEFA 2004-05 Turul I           |
| 6.  | Unirea Alba Iulia     | 41   | 30 | 11 | 8  | 11 | 32 | 47 | −15 |                                     |
| 7.  | FC Național           | 39   | 30 | 11 | 6  | 13 | 36 | 39 | −3  |                                     |
| 8.  | Politehnica Timișoara | 39   | 30 | 9  | 12 | 9  | 30 | 40 | −10 |                                     |
| 9.  | Farul                 | 37   | 30 | 9  | 10 | 11 | 39 | 42 | −3  |                                     |
| 10. | Argeș Pitești         | 36   | 30 | 9  | 9  | 12 | 31 | 35 | −4  |                                     |
| 11. | FC Brașov             | 36   | 30 | 10 | 6  | 14 | 40 | 42 | −2  |                                     |
| 12. | Gloria Bistrița       | 35   | 30 | 9  | 8  | 13 | 36 | 48 | −12 | Cupa Intertoto 2004 Prima rundă     |
| 13. | FCM Bacău             | 31   | 30 | 7  | 10 | 13 | 29 | 43 | −14 |                                     |
| 14. | Ceahlăul (R)          | 30   | 30 | 7  | 9  | 14 | 34 | 50 | −16 | Retrogradare în Divizia B 2004-2005 |
| 15. | Petrolul (R)          | 27   | 30 | 6  | 9  | 15 | 38 | 55 | −17 | Retrogradare în Divizia B 2004-2005 |
| 16. | FC Bihor (R)          | 24   | 30 | 6  | 6  | 18 | 38 | 50 | −12 | Retrogradare în Divizia B 2004-2005 |

1. ↑  Deoarece câștigătoarea Cupei României, Dinamo București, s-a calificat într-o competiție europeană prin intermediul clasării din campionat, finalista Cupei României, Oțelul Galați, s-a calificat în primul tur preliminar al Cupei UEFA.
2. 1 2  TIM 0-0 NAȚ; NAȚ 0-0 TIM
3. 1 2  ARG 2-0 BRA; BRA 1-2 ARG

### Pozițiile pe etapă
| Etapă/ Echipă             | 1                 | 2  | 3  | 4  | 5  | 6  | 7  | 8  | 9  | 10 | 11 | 12 | 13 | 14 | 15 | 16 | 17 | 18 | 19 | 20 | 21 | 22 | 23 | 24 | 25 | 26 | 27 | 28 | 29 | 30 |   |
| ------------------------- | ----------------- | -- | -- | -- | -- | -- | -- | -- | -- | -- | -- | -- | -- | -- | -- | -- | -- | -- | -- | -- | -- | -- | -- | -- | -- | -- | -- | -- | -- | -- | - |
| Etapă/ Echipă             | Apulum Alba Iulia | 9  | 3  | 9  | 14 | 9  | 10 | 6  | 4  | 3  | 4  | 4  | 4  | 5  | 8  | 5  | 7  | 8  | 7  | 8  | 6  | 6  | 6  | 7  | 6  | 5  | 6  | 6  | 7  | 7  | 6 |
| Argeș Pitești             | 5                 | 6  | 5  | 3  | 2  | 4  | 7  | 6  | 6  | 6  | 8  | 12 | 14 | 9  | 12 | 14 | 15 | 15 | 15 | 15 | 16 | 15 | 15 | 13 | 13 | 10 | 12 | 11 | 8  | 10 |   |
| Bacău                     | 15                | 16 | 7  | 9  | 5  | 9  | 9  | 10 | 11 | 15 | 11 | 14 | 13 | 15 | 11 | 12 | 10 | 11 | 11 | 12 | 12 | 14 | 14 | 15 | 15 | 15 | 14 | 14 | 13 | 13 |   |
| Brașov                    | 16                | 8  | 13 | 12 | 13 | 6  | 4  | 7  | 8  | 11 | 14 | 11 | 11 | 13 | 10 | 11 | 12 | 13 | 13 | 14 | 14 | 13 | 11 | 11 | 10 | 11 | 10 | 9  | 11 | 11 |   |
| Ceahlăul Piatra Neamț     | 2                 | 2  | 1  | 4  | 6  | 11 | 12 | 14 | 15 | 10 | 13 | 10 | 10 | 12 | 15 | 16 | 13 | 14 | 12 | 10 | 11 | 11 | 12 | 12 | 12 | 12 | 13 | 13 | 14 | 14 |   |
| FC U Craiova              | 6                 | 4  | 3  | 5  | 4  | 7  | 11 | 11 | 10 | 9  | 7  | 5  | 4  | 4  | 4  | 4  | 6  | 8  | 7  | 5  | 4  | 4  | 4  | 4  | 4  | 4  | 4  | 4  | 4  | 4  |   |
| Dinamo București          | 11                | 7  | 12 | 6  | 7  | 3  | 2  | 2  | 2  | 2  | 3  | 2  | 2  | 2  | 1  | 1  | 1  | 1  | 1  | 1  | 2  | 1  | 1  | 1  | 1  | 1  | 1  | 1  | 1  | 1  |   |
| Farul Constanța           | 13                | 15 | 16 | 11 | 12 | 15 | 15 | 16 | 12 | 13 | 9  | 13 | 7  | 10 | 8  | 9  | 11 | 10 | 10 | 11 | 10 | 9  | 10 | 9  | 9  | 9  | 9  | 12 | 9  | 9  |   |
| Gloria Bistrița           | 3                 | 5  | 11 | 7  | 8  | 5  | 8  | 5  | 5  | 5  | 6  | 9  | 12 | 14 | 13 | 10 | 9  | 9  | 9  | 9  | 9  | 10 | 9  | 10 | 11 | 13 | 11 | 10 | 12 | 12 |   |
| Oradea                    | 7                 | 13 | 15 | 16 | 16 | 14 | 10 | 12 | 14 | 16 | 16 | 15 | 16 | 11 | 14 | 15 | 16 | 16 | 16 | 16 | 15 | 16 | 16 | 16 | 16 | 16 | 16 | 16 | 16 | 16 |   |
| Oțelul Galați             | 12                | 14 | 6  | 13 | 14 | 8  | 5  | 8  | 7  | 7  | 5  | 6  | 6  | 5  | 6  | 8  | 5  | 5  | 6  | 8  | 8  | 8  | 8  | 8  | 8  | 8  | 7  | 5  | 5  | 5  |   |
| Petrolul Ploiești         | 14                | 10 | 8  | 10 | 15 | 16 | 16 | 15 | 16 | 12 | 15 | 16 | 15 | 16 | 16 | 13 | 14 | 12 | 14 | 13 | 13 | 12 | 13 | 14 | 14 | 14 | 15 | 15 | 15 | 15 |   |
| Național București        | 4                 | 9  | 14 | 15 | 11 | 13 | 14 | 9  | 9  | 8  | 12 | 8  | 8  | 6  | 9  | 6  | 4  | 4  | 4  | 4  | 5  | 5  | 5  | 5  | 6  | 7  | 8  | 8  | 10 | 7  |   |
| Rapid București           | 8                 | 11 | 4  | 2  | 3  | 2  | 3  | 3  | 4  | 3  | 2  | 3  | 3  | 3  | 3  | 3  | 3  | 3  | 3  | 3  | 3  | 3  | 3  | 3  | 3  | 3  | 3  | 3  | 3  | 3  |   |
| Steaua București          | 1                 | 1  | 2  | 1  | 1  | 1  | 1  | 1  | 1  | 1  | 1  | 1  | 1  | 1  | 2  | 2  | 2  | 2  | 2  | 2  | 1  | 2  | 2  | 2  | 2  | 2  | 2  | 2  | 2  | 2  |   |
| Politehnica AEK Timișoara | 10                | 12 | 10 | 8  | 10 | 12 | 13 | 13 | 13 | 14 | 10 | 7  | 9  | 7  | 7  | 5  | 7  | 6  | 5  | 7  | 7  | 7  | 6  | 7  | 7  | 5  | 5  | 6  | 6  | 8  |   |

| Câștigătorii Diviziei A, ediția 2003/2004 |
| ----------------------------------------- |
| Dinamo București Al 17-lea Titlu          |

## Rezultate
| Oaspeți ► Gazde ▼                          | AAI | ARG | BAC | FCO | BRA | CEA | FCU | DIN | FAR | GBI | OȚE | PET | NAT | RAP | STE | TIM |
| ------------------------------------------ | --- | --- | --- | --- | --- | --- | --- | --- | --- | --- | --- | --- | --- | --- | --- | --- |
| Apulum Alba Iulia                          | —   | 1–5 | 2–0 | 0–1 | 3–2 | 2–2 | 0–1 | 0–0 | 0–0 | 1–0 | 2–1 | 4–2 | 1–0 | 0–4 | 0–0 | 0–0 |
| Argeș Pitești                              | 0–0 | —   | 1–0 | 2–0 | 2–1 | 0–1 | 2–1 | 1–0 | 1–1 | 2–0 | 0–0 | 0–0 | 4–1 | 0–2 | 0–0 | 1–1 |
| Bacău                                      | 0–1 | 2–1 | —   | 0–0 | 0–0 | 4–1 | 0–0 | 4–3 | 0–3 | 1–0 | 1–0 | 2–2 | 2–1 | 2–1 | 0–0 | 0–1 |
| Brașov                                     | 2–0 | 1–2 | 2–2 | —   | 0–0 | 2–3 | 3–4 | 2–0 | 3–0 | 2–1 | 0–1 | 4–1 | 4–1 | 2–0 | 0–1 | 0–3 |
| Ceahlăul Piatra Neamț                      | 3–0 | 4–1 | 1–0 | 0–3 | —   | 2–2 | 0–0 | 2–1 | 3–1 | 2–4 | 1–1 | 4–1 | 1–4 | 1–2 | 1–1 | 2–0 |
| FC U Craiova                               | 0–0 | 0–0 | 0–0 | 2–2 | 2–0 | —   | 0–1 | 1–0 | 3–0 | 4–1 | 1–1 | 5–1 | 1–0 | 3–1 | 1–1 | 0–0 |
| Dinamo București                           | 5–1 | 3–0 | 7–3 | 1–0 | 7–0 | 2–1 | —   | 3–2 | 3–0 | 1–0 | 2–0 | 5–0 | 4–1 | 3–4 | 2–1 | 4–2 |
| Farul Constanța                            | 3–0 | 1–0 | 1–0 | 1–1 | 1–1 | 3–0 | 1–2 | —   | 2–2 | 3–2 | 1–1 | 1–0 | 1–2 | 1–1 | 2–1 | 1–0 |
| Gloria Bistrița                            | 0–1 | 3–2 | 2–0 | 1–3 | 2–0 | 1–0 | 1–1 | 1–1 | —   | 2–1 | 0–1 | 1–3 | 3–2 | 2–2 | 0–2 | 1–1 |
| Oradea                                     | 1–2 | 2–1 | 3–0 | 2–2 | 2–1 | 0–1 | 2–3 | 5–1 | 1–3 | —   | 1–1 | 0–0 | 0–0 | 1–1 | 0–3 | 2–3 |
| Oțelul Galați                              | 3–0 | 1–1 | 2–2 | 2–1 | 1–1 | 0–1 | 0–0 | 2–1 | 1–0 | 1–0 | —   | 0–0 | 1–1 | 0–1 | 2–2 | 4–1 |
| Petrolul Ploiești                          | 0–2 | 1–0 | 3–1 | 5–0 | 5–1 | 1–1 | 0–1 | 2–2 | 2–5 | 1–1 | 0–1 | —   | 1–1 | 0–2 | 1–1 | 3–2 |
| Național București                         | 2–3 | 1–1 | 2–1 | 1–0 | 1–0 | 3–0 | 2–0 | 2–0 | 2–0 | 2–3 | 1–2 | 2–1 | —   | 0–2 | 0–1 | 0–0 |
| Rapid București                            | 2–2 | 1–0 | 1–1 | 1–0 | 1–0 | 3–1 | 2–3 | 2–3 | 3–0 | 2–1 | 2–0 | 2–0 | 0–1 | —   | 1–1 | 2–0 |
| Steaua București                           | 4–1 | 4–0 | 1–0 | 4–0 | 2–0 | 2–0 | 1–0 | 2–2 | 4–1 | 2–1 | 2–0 | 2–1 | 2–0 | 3–3 | —   | 2–0 |
| Politehnica AEK Timișoara                  | 4–3 | 2–1 | 1–1 | 1–0 | 0–0 | 1–1 | 1–2 | 0–0 | 0–0 | 2–1 | 0–0 | 2–1 | 0–0 | 1–0 | 0–8 | —   |
| Câștigă gazdele; Remiză; Câștigă oaspeții. |     |     |     |     |     |     |     |     |     |     |     |     |     |     |     |     |

## Marcatori
| Marcator           | Goluri | Club                         |
| ------------------ | ------ | ---------------------------- |
| Ionel Dănciulescu  | 21     | Dinamo București             |
| Nicolae Dică       | 18     | FC Argeș / Steaua București  |
| Claudiu Niculescu  | 16     | Dinamo București             |
| Bogdan Vrăjitoarea | 14     | FC Bihor Oradea              |
| Sabin Ilie         | 13     | Rapid București              |
| Adrian Neaga       | 13     | Steaua București             |
| Mugurel Buga       | 12     | FC Brașov                    |
| Dan Găldean        | 8      | Apulum Unirea Alba Iulia     |
| Romeo Surdu        | 8      | FC Brașov                    |
| Alexandru Bălțoi   | 8      | Farul Constanța              |
| Cristian Coroian   | 8      | Gloria Bistrița              |
| Robert Niță        | 8      | Rapid București              |
| Cristian Silvășan  | 7      | FC Politehnica AEK Timișoara |
| Sandu Negrean      | 7      | Gloria Bistrița              |
| Cătălin Cursaru    | 7      | FCM Bacău                    |
| Dragoș Mihalache   | 6      | Petrolul Ploiești            |
| Ianis Zicu         | 6      | Dinamo București             |
| Miroslav Giuchici  | 6      | Gloria Bistrița              |
| Laurențiu Diniță   | 5      | Steaua București             |
| Cristian Ciocoiu   | 5      | FCM Bacău                    |
| Valentin Bădoi     | 5      | Rapid București              |
| Cosmin Bărcăuan    | 5      | Dinamo București             |
| Silviu Bălace      | 5      | FC Politehnica AEK Timișoara |